# Caligatus
Caligatus là một chi bướm đêm thuộc họ Noctuidae.